# Валусси, Виктор
Виктор Валусси (исп. Víctor Valussi; 8 мая 1912, Ресистенсия — 1 апреля 1995, Санта-Фе) — аргентинский футболист. Четырёхкратный чемпион Аргентины, игрок национальной сборной, серебряный призёр Кубка Америки 1942.

## Карьера

### Клубная

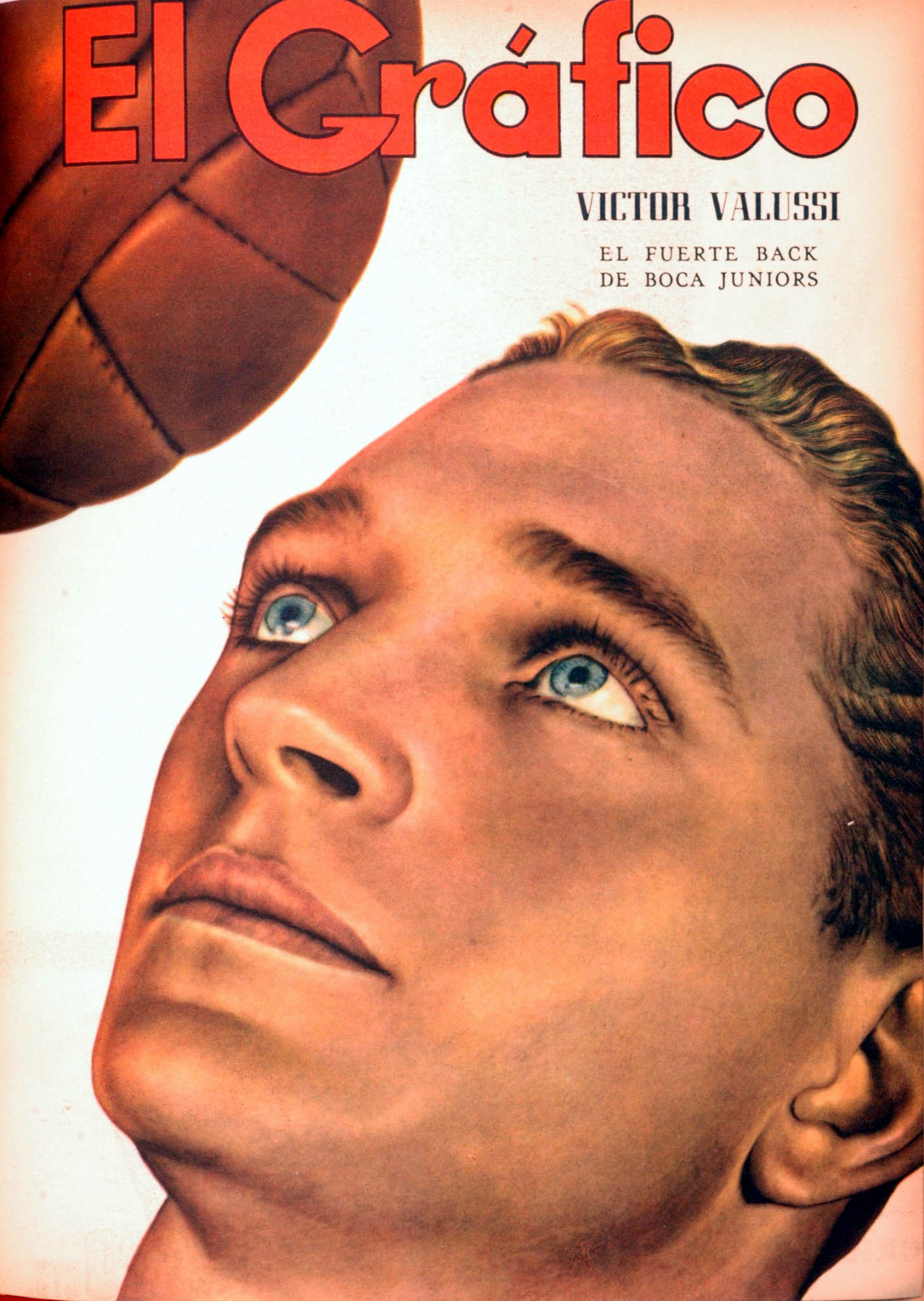
Постер с Виктором Валусси (1939)

Виктор Валусси начал футбольную карьеру в клубе «Чакарита Хуниорс». Вскоре молодой футболист привлёк внимание крупных клубов, и перешёл в «Бока Хуниорс», где Виктор отыграл в общей сложности 10 лет и сыграл в 209 матчах. В 1937 году выступал в аренде за «Тигре». В 1946 году перешёл в мексиканский «Тампико Мадеро», где и завершил карьеру.

### В сборной
Дебют Виктора Валусси в сборной Аргентины состоялся 18 февраля 1940 года. Всего за национальную команду Виктор сыграл 9 матчей.

## Достижения
- Чемпионат Аргентины по футболу (4) : 1935, 1940, 1943, 1944